# Kál
Kál nagyközség Heves vármegyében, a Füzesabonyi járásban.

## Fekvése
A vármegye déli részén, a Gyöngyösi-síkon helyezkedik el, a Tarna folyó völgyében. Észak-északnyugat felől gyakorlatilag teljesen összenőtt Kompolttal, a további szomszédos települések: észak felől Kápolna, északkelet felől Kerecsend, kelet felől Füzesabony, dél felől Erdőtelek, délnyugat felől pedig Tarnabod.

### Megközelítése
Két fő közúti megközelítési útvonala a 3-as főút és az M3-as autópálya; előbbi nem messze  halad el az északi határszélétől, utóbbi pedig a déli külterületei között halad át, ahol csomópontja is van; sőt, káli határok között ágazik ki belőle az Egerbe vezető M25-ös autóút is.
Lakott területét viszont csak alsóbbrendű utak érintik, ezek közül a legfontosabb a 3208-as út, mely a 3-as főút kápolnai és a 31-es főút tenki szakaszával köti össze, a központján is keresztülhaladva. Heves Alatka nevű, különálló városrészével a 3207-es út, Nagyúttal pedig a 32 106-os számú mellékút köti össze.
A hazai vasútvonalak közül három is érinti: áthalad rajta a Budapest–Sátoraljaújhely-vasútvonal, két további vonalnak, a Kisterenye–Kál-Kápolna-vasútvonalnak és a Kál-Kápolna–Kisújszállás-vasútvonalnak pedig itt van az egyik végpontja. [Utóbbiak közül a kisterenyei vonalon 2007. március 4-től szünetel a személyforgalom.] Közös állomásuk Kál-Kápolna vasútállomás, mely Kál településközpontjától északra található, a 3208-as út vasúti keresztezése közelében; közúti elérését az abból kiágazó 32 306-os számú mellékút teszi lehetővé.

## Története

### Történelmi múlt
Kál már a honfoglalás előtt lakott település volt. Ezt bizonyítják a régészeti kutatások során fellelt szkíta sírok és szkíta lovassírok.
A község első okleveles említése 1331-ből való.
1603. június 25-én az egri káptalan Ónod várában ünnepélyesen beiktatta az ónodi és a debrői vár tartozékainak Kált.
Ekkorra a falu lakossága ismét erősen megfogyott, feltehetően Eger várának 1596-os ostromával, török kézre jutásával kapcsolatos harcok során. 1597-ben csak tizenkét telkes jobbágy lakta.
Az 1701. évi összeírás tudósít arról, hogy a községet "hat idevaló örökös jobbágy és öt jövevény lakja", utóbbiak Bodról, Alatkáról, Nagyútról, Tófaluról jöttek ide. A Rákóczi-szabadságharc időszakában Kál kétszer is elpusztult. 1706 végén újból megtelepült egy-két jövevény.
1741-ben Grassalkovich Antalra ruházták a debrői uradalmat, aki kiadta a Kál pusztának telkes jobbágyokkal való benépesítésére vonatkozó telepítési szerződést. A Mária Terézia alatt megkezdett és II. József idejében befejezett országos katonai felmérés során készült térkép – amely 1783-ból származik – feltünteti Kál helyét. A rajta lévő pontos adatoknál fogva a 18. századi Kál egyik legfontosabb kútfőjének tekinthető.
Az 1848–49-es forradalom és szabadságharc Kál népére is nagy hatással volt. Az 1849. február 26-27-én vívott kápolnai csata ide is kiterjedt.
1896-ban Magyarországon országos mezőgazdasági összeírás volt, melynek anyagából kibontakozik, hogy a településen 514 gazdaság volt.

### Közigazgatási múlt
Kál belső igazgatását először az 1826. IX. törvénycikk rendezte.
A település képviselő-testületi jegyzőkönyvei 1882-től maradtak fenn.
Az 1887. január 12-i képviselő-testületi ülésen a testület tagjai elfogadták az 1886. évi 12. törvény alapján hozott községi szervezkedési szabályrendeletet. Ez a rendelet kisebb módosításokkal egészen 1944-ig meghatározta az elöljáróság és a képviselő-testület tevékenységét.
1973 óta Kál nagyközségi rangot visel. Közös tanács alakult Kompolttal, majd később Kápolnával.
1990. szeptember 30-án az 1985-ben megválasztott közös tanács és végrehajtó bizottság mandátuma lejárt. Az utolsó végrehajtó bizottsági ülés szeptember 26-án volt. A rendszerváltás utáni első szabad választással a Kál Nagyközségi Közös Tanács működése megszűnt. Kál, Kompolt és Kápolna különvált, és saját önkormányzatot hozott létre.
Kál a vármegye – városok után – második legnagyobb települése. Kál településhálózati szerepe a Tarna-menti falvak vonatkozásában kezdettől fogva jelentős.
Igen dinamikusan fejlődött a nagyközség 1990 óta.

## Közélete

### Polgármesterei
- 1990–1994: Tompa Vilmos (független)[3]
- 1994–1998: Tompa Vilmos (független)[4]
- 1998–2002: Tompa Vilmos (független)[5]
- 2002–2006: Tompa Vilmos (független)[6]
- 2006–2010: Tompa Vilmos (független)[7]
- 2010–2014: Morvai János (független)[8]
- 2014–2019: Morvai János (független)[9]
- 2019–2024: Morvai János (független)[10]
- 2024– : Morvai János (független)[1]

## Népesség
A település népességének változása:
| Lakosok száma | 3506 | 3526 | 3519 | 3359 | 3423 | 3407 | 3423 |
|               | 2013 | 2014 | 2015 | 2021 | 2022 | 2023 | 2024 |

2001-ben a település lakosságának 93%-a magyar, 7%-a cigány nemzetiségűnek vallotta magát.
A 2011-es népszámlálás során a lakosok 81%-a magyarnak, 10,8% cigánynak, 0,2% németnek, 0,2% románnak mondta magát (18,8% nem nyilatkozott; a kettős identitások miatt a végösszeg nagyobb lehet 100%-nál). A vallási megoszlás a következő volt: római katolikus 64,8%, református 1,7%, felekezeten kívüli 9,9% (29,5% nem nyilatkozott).
2022-ben a lakosság 88,4%-a vallotta magát magyarnak, 4,3% cigánynak, 0,2% németnek, 0,2% románnak, 0,1-0,1% ukránnak, szlováknak, örménynek és szerbnek, 1,4% egyéb, nem hazai nemzetiségűnek (11,6% nem nyilatkozott; a kettős identitások miatt a végösszeg nagyobb lehet 100%-nál). Vallásuk szerint 33,8% volt római katolikus, 1,9% református, 0,3% görög katolikus, 0,1% evangélikus, 3,1% egyéb keresztény, 0,4% egyéb katolikus, 16,7% felekezeten kívüli (43,5% nem válaszolt).

## Nevezetességei
- Római katolikus templom. 1761 és 1762 között épült, 1971-ben egy hittanteremmel kibővítették. Szent Péter és Szent Pál tiszteletére felszentelt. Műemlék.
- Első világháborús emlékmű
- Retroszkóp Múzeum (1960-80-as évekből megőrzött tárgyak kiállítása)
- Gárdonyi Géza édesapjának, Ziegler Sándornak a sírhelye[14]